# Blanca (moneda)

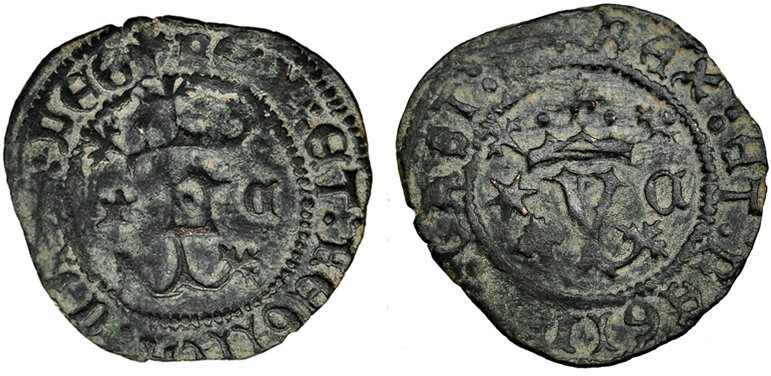
Blanca de los Reyes Católicos.

Blanca era una moneda de vellón castellana, de origen medieval y utilizada durante todo del Antiguo Régimen, que valía medio maravedí; cuatro blancas eran un ochavo y ocho un cuarto. Originalmente (desde Pedro I de Castilla) seis blancas componían un real de plata, pero las sucesivas reformas monetarias hicieron que esa equivalencia pasara a ser de 68 (34 maravedíes el real).

## Historia
La primera alteración fue obra de Juan II de Castilla (blancas de la banda, desde 1442), durante cuyo reinado 3 blancas equivalían a 2 de las de reinados anteriores. Las acuñadas desde 1451 tenían tan poco contenido de plata que se llamban rabo de gallo o blancas sevillanas. En el reinado de Enrique IV de Castilla se hicieron dos tipos de blancas (las de ley de 10 granos en marco se valoraban a un real de plata cada 62). Desde 1497 (segunda reforma de los Reyes Católicos) pasaron a cambiarse 68 por un real. Las acuñadas en el reinado de Felipe II de España fueron aún con menos contenido de plata. En los reinados posteriores no se volvieron a emitir.
Era de tan poco valor que "no tener ni blanca" o "estar sin blanca" pasaron a ser frases hechas con el significado de "no tener dinero" o "ser pobre".
Se denominaba así por el color blanco que adquiría por una operación de blanqueo especial tras su acuñación, que las hacía asemejarse a la plata. Si no se realizaba, se denominaba moneda prieta o dineros prietos (negros).